# پارک هتل اند ریزورتس
پارک هتل اند ریزورتس (انگلیسی: Park Hotels & Resorts) شرکت هتل‌های زنجیره‌ای آمریکایی است، که در سال ۲۰۱۷ تأسیس شد.